# Nils Kristiernsson (Vasa)
Nils Kristiernsson, riddare och svenskt riksråd, född på 1430-talet, död 1464 i Västerås. Son till Krister Nilsson (Vasa) och Margareta Eriksdotter Krummedige.
Nils Kristiernsson understödde Jöns Bengtsson (Oxenstierna) i hans uppror mot Karl Knutsson (Bonde) 1457 och belönades med Västerås län, och slogs  vid Kristian Is kröning 28 oktober 1449 till riddare. Från samma tid var han medlem av riksrådet. 
1464 anslöt han sig till sin brorson biskop Kettils resning, till vars framgång han som hövitsman över Västerås med Dalarna kraftigt bidrog. Han avled emellertid ej långt efter slaget vid Haraker
Gift samma år med Birgitta Nilsdotter, dotter till Nils Jönsson (Oxenstierna), verkar han inte ha efterlämnat några barn, utan ärvdes av sina syskon.